# Robert de Montesquiou
El comte Robert de Montesquiou (París, 7 de març de 1855 – Menton (Alps Marítims), 11 de desembre de 1921) fou un poeta, home de lletres, dandi i crític d'art i de literatura. «Poeta i dandi insolent», hauria servit de model per a Esseintes d'A Rebours (1884) de Huysmans i de Monsieur de Phocas de Jean Lorrain. Va proporcionar també a Marcel Proust un dels models del baró de Charlus en A la recerca del temps perdut, i això el posava furiós malgrat els desmentiments de Proust. La posteritat l'ha maltractat en no tenir en compte la diversitat de les seves activitats i la qualitat dels seus escrits.

## Biografia

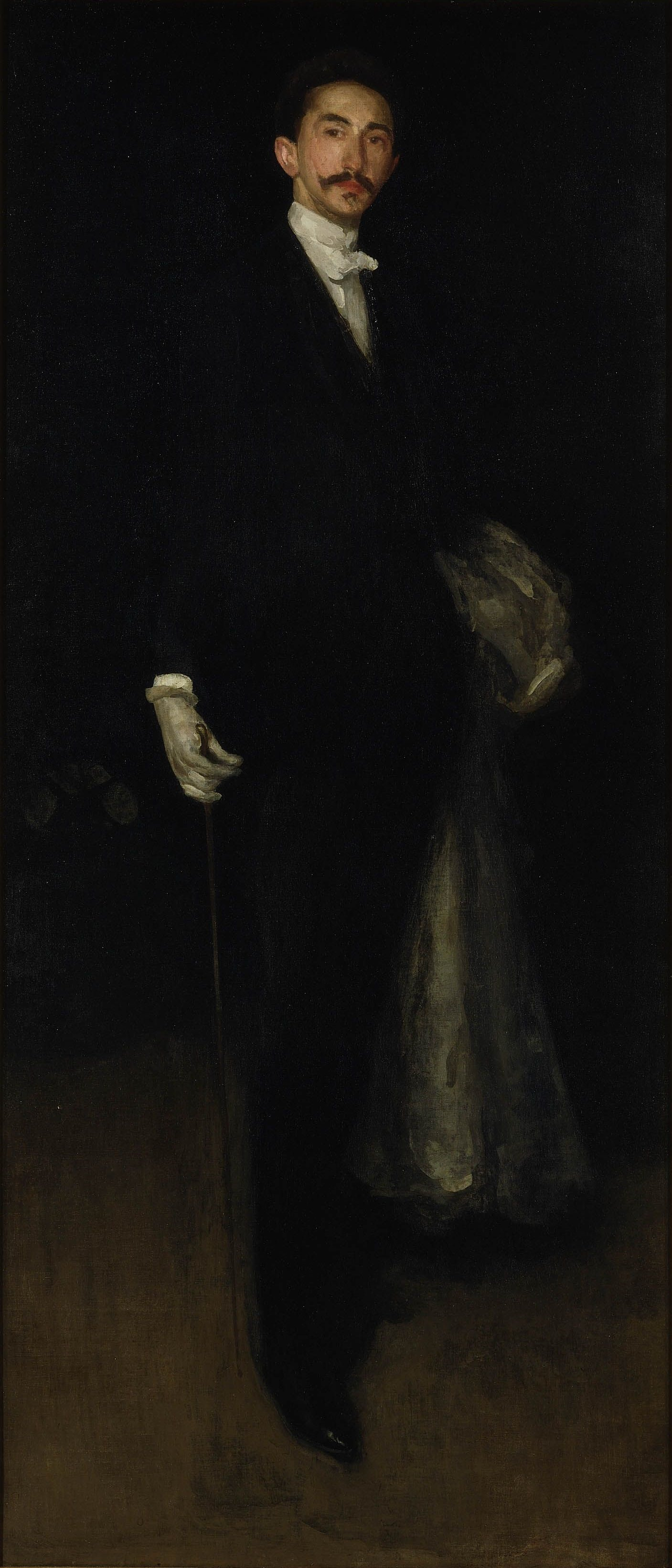
Retrat del comte de Montesquiou per Whistler (1891)

Marie Joseph Robert Anatole de Montesquiou-Fézensac, quart i últim fill del comte Thierry de Montesquiou-Fézensac (1824-1904), vicepresident del Jockey Club; i de la comtessa Pauline Duroux, net d'Anatole de Montesquiou-Fezensac, és fruit per la banda paterna d'una molt antiga família de la noblesa francesa, originària de Gascunya, i per part de mare d'una família burgesa adinerada. Sofrint el que sentia com un mal casament ("mésalliance") per part del seu pare, s'allunyà de la seva mare, de la qual declarava que la família era suïssa, cosa que no era certa.
La seva germana més gran, Élise, es va casar amb Louis de Cambacérès (vidu de la princesa Bathilde Bonaparte).
L'any 1885, Montesquiou troba a Venècia un jove argentí Gabriel de Yturri (1864-1905), que esdevé el seu secretari i company.
L'abat Mugnier evoca així aquesta amistat: «Robert de Montesquiou (…) ha acabat un llibre en memòria del seu amic Gabriel de Yturri i em convida a anar a casa seva per escoltar-ne la lectura d'un capítol. És l'ésser que més ha estimat» (Journal, 23 de juny de 1908, op. cit., pàg. 171) (…) «m'ha demanat de dir una missa tots els mesos, el dia 12, per al seu amic. Em portarà a Versalles, al bell monument fúnebre que li ha consagrat.» (idem., 4 de setembre de 1909).
Es formularen judicis severs pel que fa a ell: «Poeta de segon ordre», «esteta de gustos sovint discutibles» per a alguns, mentre que per a d'altres no hauria arribat «a compondre la gran obra per a la qual semblava predestinat i en què somniava». L'obra poètica i crítica de Montesquiou, en efecte desigual, és no obstant això d'una gran riquesa i sovint d'una subtilitat sensible. Si bé Forain l'anomenava mesquinament Grotesquiou i Pierre Louÿs li dedicà un poema molt àcid, Le comte R… de M…, fou defensat per Georges Rodenbach, Paul Verlaine, Anatole France, Leconte de Lisle, els germans Goncourt i molts altres, en particular en el moment de l'aparició dels seus principals reculls, Les Chauves-souris (1892) i Les Hortensias bleus (1896). Va estar també envoltat d'amics fidels: per començar, la seva neboda, la comtessa Greffulhe, el marquès i la marquesa de Casa Fuerte, la princesa Bibesco, l'artista Sarah Bernhardt, Madeleine Lemaire, que ell anomenava «emperadriu de les roses», la princesa de Léon, Judith Gautier, Gustave Moreau, James Abbott McNeill Whistler, Antonio de la Gandara, Georges Hoentschel, i també, durant un temps, Octave Mirbeau. Gabriele d'Annunzio era un dels seus amics, sobretot durant el període que el gran poeta italià va passar a Arcaishon. Els dos amics tenien una visió molt semblant de la vida i afinitat d'interessos. Freqüentava el saló literari de Geneviève Bizet, on es trobava Henri Meilhac, Paul Bourget, dandi com ell i novel·lista, o Joseph Reinach.
Donà suport a l'avantguarda del seu temps: Stéphane Mallarmé i Verlaine en poesia; Claude Debussy o Gabriel Fauré en música; Paul César Helleu i Léon Bakst en pintura. Montesquiou no es limità a ajudar intel·lectualment certs creadors: a Verlaine, per exemple, va establir-li una pensió amb una desena de col·laboradors (incloent-hi Maurice Barrès i la comtessa de Bearn), que li fou pagada al poeta amb caràcter vitalici.
També tingué un paper crucial en el reconeixement de certs autors, com és el cas de la poeta romàntica Marceline Desbordes-Valmore, a la qual dedicà una conferència i de la qual fou un dels iniciadors del seu redescobriment, mitjançant l'organització d'una cerimònia a Douai el 1896, amb la inauguració d'una estàtua i la lectura de textos per part de Sarah Bernahrdt i Marguerite Moreno.
Montesquiou també va retre homenatge a la famosa comtessa de Castiglione, singular personalitat del Segon Imperi, famosa per les seves fotografies i la seva vida novel·lesca.
La importància de Robert de Montesquiou per Marcel Proust està ben establerta. El comte va permetre al jove escriptor fer el seu debut, entrar en l'alta societat i també adoptar una mirada d'esteta sobre la societat. També es troba en el projecte proustià una complexitat de llengua i d'escriptura que no és aliena a l'estil de Montesquiou. Una abundant correspondència acredita la proximitat, en qualsevol cal tumultuosa, dels dos. Si Proust no sempre va agrair prou la seva relació bis a bis amb Montesquiou, les relacions dels dos escriptors van mantenir-se cordials, fins i tot afectuoses, fins a la mort del comte. Montesquiou patia per veure's reduït a ser el model de des Esseintes i de Charlus, quan en la seva vida era molt diferent d'aquests dos personatges. No deixà de defensar-se d'aquesta llegenda en els textos particularment commovedors recollits el 1999 per Jean-David Jumeau-Lafond amb textos de Proust dedicats a Montesquiou, un text de Verlaine i fragments de correspondència Proust-Montesquiou sota el títol d'un dels articles que Proust li va dedicar: Professor de bellesa.
Montesquiou tenia de l'alta societat, del "Grand monde", que era el seu, una visió sovint divertida, fins i tot incisiva, com ho testifiquen diversos escrits, de vegades pòstums o inèdits, com Les Quarante Bergères, recull de poemes satírics, amb referències implícites a dones de l'alta societat.
Les seves crítiques literàries i artístiques resulten acurades. Es poden rellegir amb profit els seus textos sobre Émile Gallé (que va fer per a ell una còmoda i alguns vasos), l'escultor Jean Carriès, Paul Helleu al qual Montesquiou consagra una important monografia, René Lalique, Ingres, Delacroix, Gustave Moreau, Edward Burne-Jones, Arnold Böcklin i molts altres.

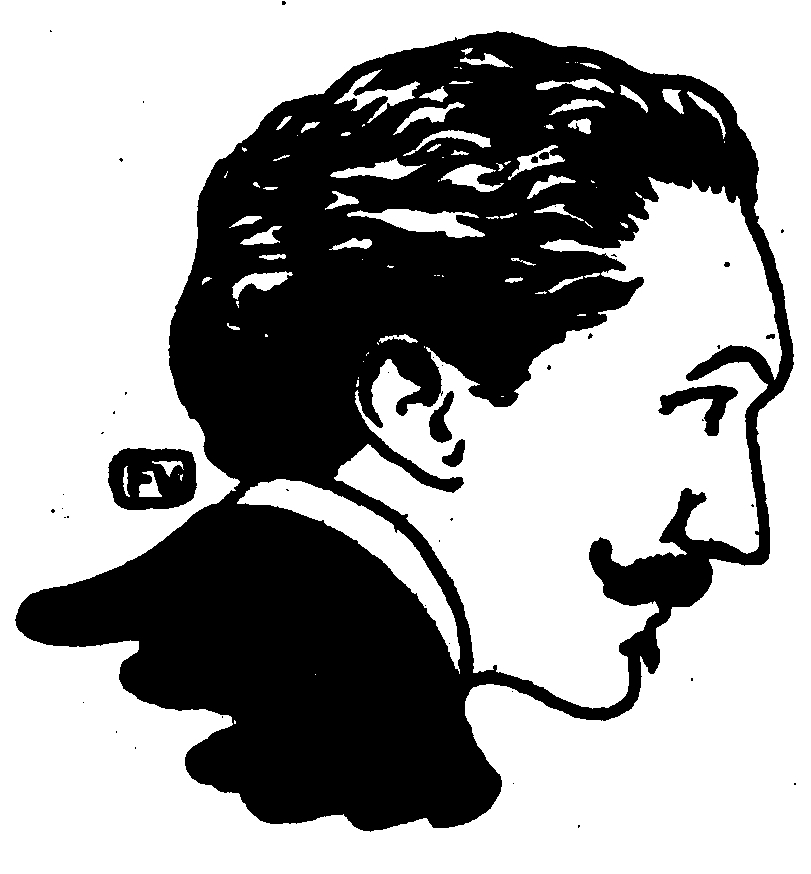
Retrat de Montesquiou
par Félix Vallotton, en Le Livre des masques de Remy de Gourmont (1898)

L'hotel particular del comte de Montesquiou, que els seus pares van fer edificar per a ell i el seu germà l'any 1858 per l'arquitecte Joseph-Michel Le Soufaché, existeix encara avui al núm. 1 del bulevard de la Torre-Maubourg, en el 7è districte de París (ara ocupat pel centre cultural de la Xina).
Quant al château de la família Montesquiou-Fézensac, situat a Artanhan, prop de Vic de Bigòrra, als Alts Pirineus, quedà destruït el 1934 per un incendi, les causes del qual continuen inexplicades. Avui dia està parcialment restaurat.
Fruit de la seva visita del 7 de juliol de 1891, els germans Goncourt van descriure la "garçonnière" de Montesquiou de la planta baixa amb jardí del núm. 8 del carrer Benjamin-Franklin (on va viure des del 1895 fins a la seva mort, l'any 1929, Georges Clemenceau; i esdevingué l'any 1931 el Museu Clemenceau).
El 29 d'octubre de 1908, Montesquiou adquireix del milionari parsi Ratanji Jamsetji Tata el Palais Rose de Vésinet, còpia bastant fidel del Grand Trianon de Versalles, en petit. Hi viu fins al 1921 i el deixa al seu darrer secretari Henri Pinard; aquest el vengué a Luisa Amann, marquesa de Casati, musa de molts artistes de la primera meitat del segle xx, que, arruïnada, l'abandonà als seus creditors el 1932.
Montesquiou va ser un col·leccionista desbocat, però també un bibliòfil eminent. El catàleg en diversos volums de la venda de la seva biblioteca es compta entre els més importants de la seva època.
Montesquiou descansa en una tomba anònima del cementiri dels Gonards, a Versalles, al costat del seu company Gabriel Yturri; al capdamunt hi ha l'estàtua de l'àngel del silenci, amb l'índex de la mà dreta sobre els llavis i les òrbites buides, estàtua que prové del castell de Vitry-sur-Seine i que fou comprada per Montesquiou.

## Obres

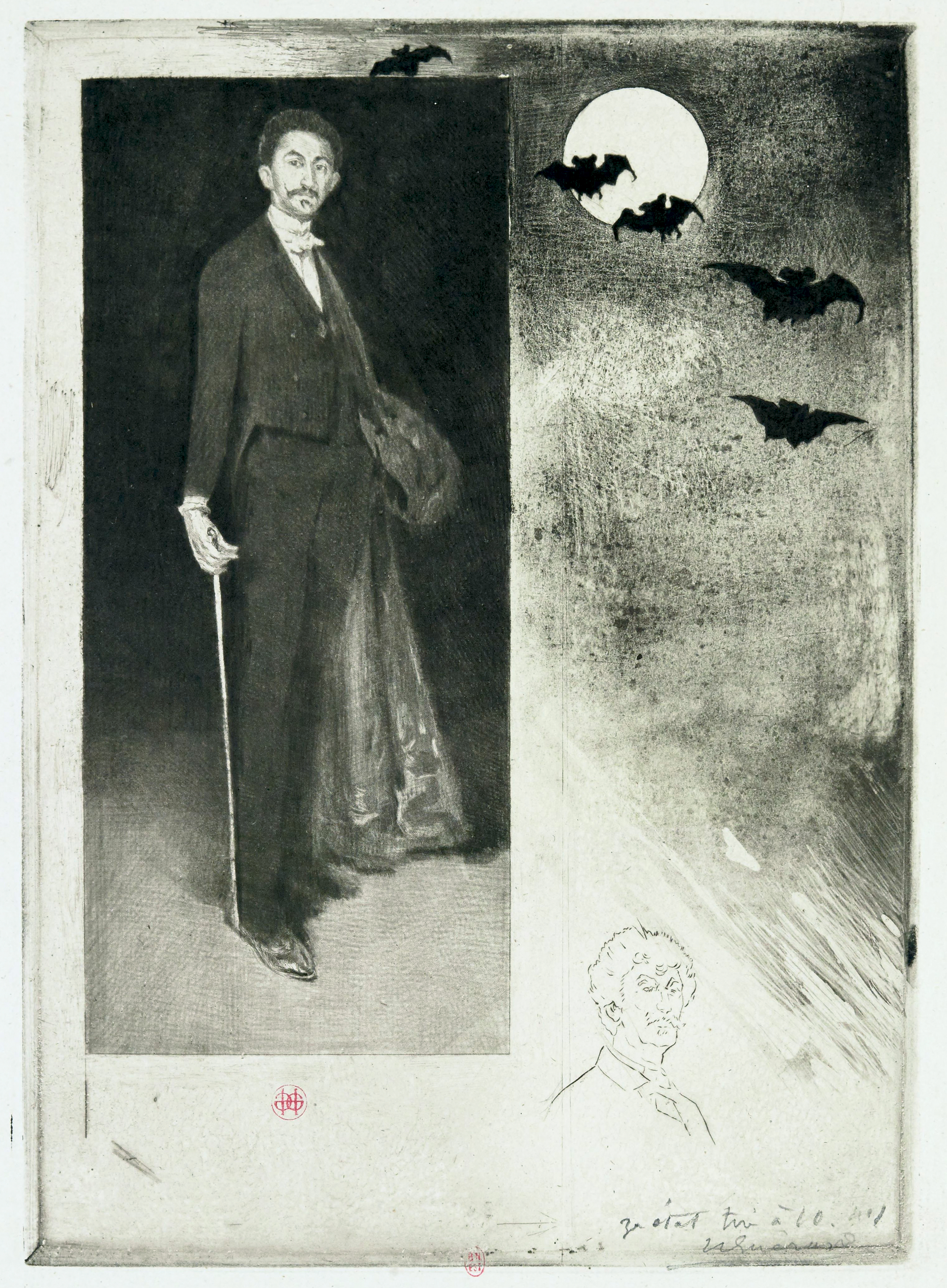
Robert de Montesquiou. Gravure d'Henri Guérard d'après Whistler.

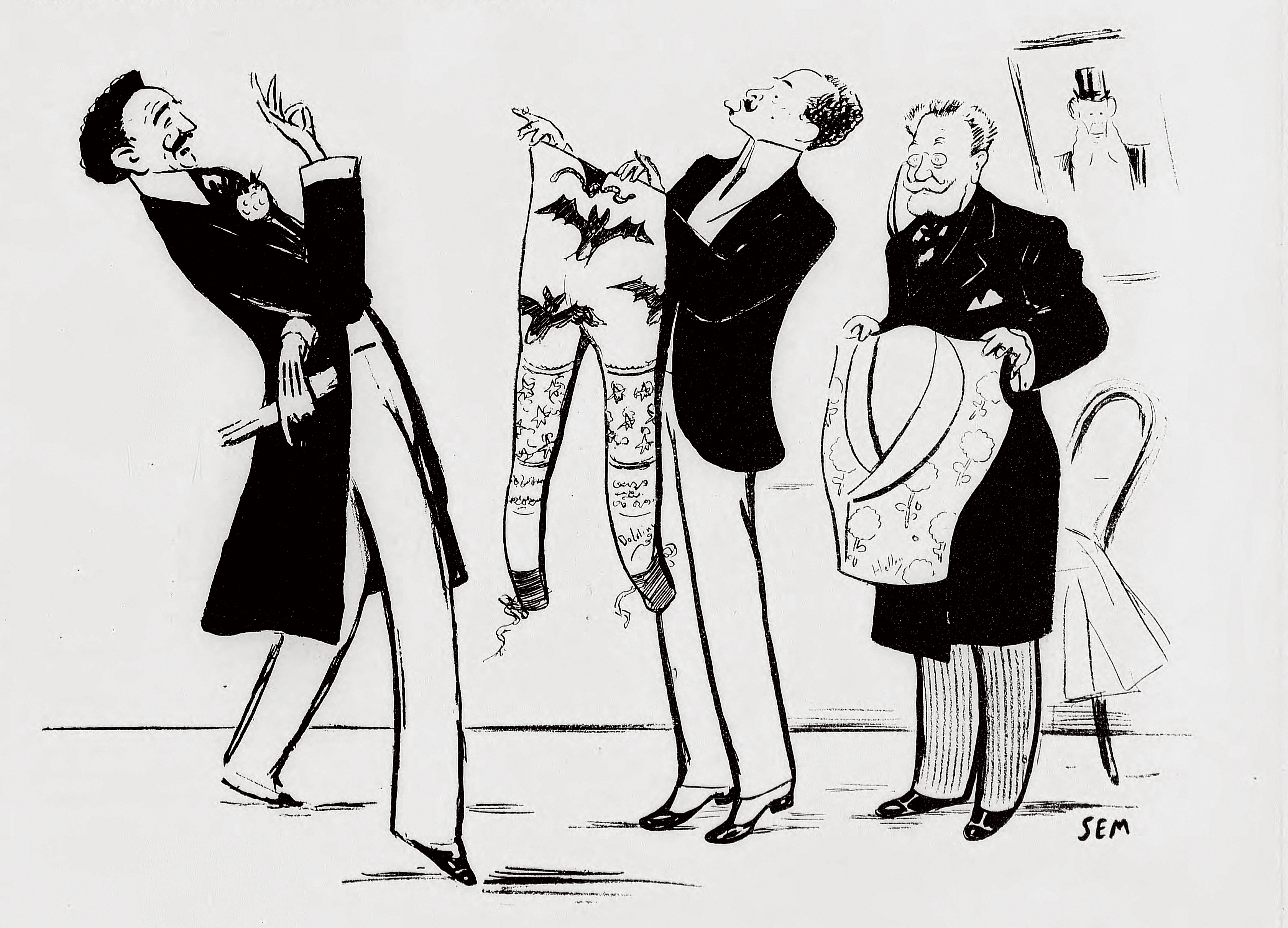
Montesquiou (à gauche) chez Charvet (à droite). Au centre, Gabriel Yturri tend à Montesquiou un caleçon orné de chauves-souris (caricature de Sem)

Montesquiou va publicar divuit volums de poesia, vint-dues obres crítiques, dues novel·les i dues biografies. Els seus tres volums de records foren impresos després de la seva defunció.

### Poesia
- Les Chauves-Souris, Clairs obscurs, Paris, Richard, edició privada, ornada amb dibuixos de Whistler, Antonio de La Gandara, Jean-Louis Forain i Hōsui Yamamoto, 1892
- Le Chef des odeurs suaves, Floréal extrait, Richard, 1893 (reimpressió de 1894, ornada amb un dibuix de Breughel)
- Le Parcours du rêve au souvenir, Paris, Charpentier et Fasquelle, 1895
- Les Hortensias bleus, Charpentier et Fasquelle, 1896 (coberta ornada amb un dibuix de Paul César Helleu)
- Les Perles rouges: 93 sonnets historiques, Charpentier et Fasquelle, 1899, 2a edició il·lustrada amb quatre aiguaforts d'Albert Besnard)
- Les Paons, Charpentier et Fasquelle, 1901 (coberta il·lustrada amb un dibuix de René Lalique)
- Prières de tous: huit dizaines d'un chapelet rythmique, Paris, La Maison du Livre, 1902 (il·lustrada amb dibuixos de Madeleine Lemaire)
- Calendrier Robert de Montesquiou pour 1903 (coberta il·lustrada amb un retrat de Montesquiou amb ratpenats (chauves-souris) daurats, i ornat en cada pàgina amb un vol de ratpenats, en or o en blau)
- Calendrier Robert de Montesquiou 1904 (edició il·lustrada de dibuixos)
- Passiflora, Paris, éditions de L'Abbaye, 1907 (coberta il·lustrada amb un dibuix de Montesquiou)
- Les Paroles diaprées. Cent dédicaces, Richard, 1910
- Les Paroles diaprées. Nouvelle série de dédicaces, Richard, 1912
- Les Offrandes blessées: élégies guerrières, Paris, Edward Sansot, 1915 3a edició, ornada amb un frontispici a partir d'Ingres)
- Nouvelles Offrandes blessées, La Maison du livre, 1915 (frontispici per Henri Gervex)
- Offrande coloniale, 1915
- Sabliers et lacrymatoires: élégies guerrières et humaines, Sansot, 1917 (frontispici extret d'Auguste Rodin)
- Un moment du pleur éternel: offrandes innommées, Sansot, 1919 (frontispici d'Aubrey Beardsley)
- Les Quarante Bergères: portraits satiriques, Paris, La Librairie de France, 1925 (publicació pòstuma, amb frontispici d'Aubrey Beardsley i caplletres gravades sobre fusta per Carrera Llano-Florez, nascut el 1889)

### Assaigs
- Félicité: étude sur la poésie de Marceline Desbordes-Valmore, suivie d'un essai de classification de ses motifs d'inspiration, Paris Alphonse Lemerre, 1894 (ornat amb un retrat de Mme. Valmore de Devéria)
- Roseaux pensants, Charpentier et Fasquelle, 1897
- Apollon aux lanternes, Paris, Albert Lanier, 1898
- Autels privilégiés, Charpentier et Fasquelle, 1898
- Alice et Aline, une peinture de Théodore Chassériau, Charpentier et Fasquelle, 1898
- Musée rétrospectif de la classe 90 (parfumerie, matières premières, matériel, procédés et produits) à l'Exposition universelle internationale de 1900, Paris, Belin Frères, 1900
- «Alfred Stevens», dans Gazette des beaux-arts, février 1900, p. 101-118
- Pays de aromate, Paris, Henri Floury, 1900
- L'Inextricable Graveur: Rodolphe Bresdin, Richard, 1904
- Professionnelles Beautés, Paris, Félix Juven, 1905
- Altesses sérénissimes, Félix Juven, 1907
- Assemblée de notables, Félix Juven, 1908
- Saints d'Israël, La Maison du livre, 1910
- Brelan de dames, essai d'après trois femmes auteurs, Fontemoing et Cie, 1912
- Têtes d'expression, Paris, Émile-Paul Frères, 1912
- Paul Helleu, peintre et graveur, Floury, 1913
- Têtes couronnées, Edward Sansot, 1916
- Majeurs et mineurs, Sansot, 1917
- Diptyque de Flandre, triptyque de France, Sansot, 1921
- Les Délices de Capharnaüm, Émile-Paul Frères, 1921
- Élus et Appelés, Émile-Paul Frères, 1921
- Le Mort remontant, Émile-Paul Frères, 1922

### Novel·les
- La Petite Mademoiselle, Paris, Albin Michel, 1911
- La Trépidation, Paris, Émile-Paul Frères, 1922

### Biografies
- Le Chancelier des fleurs: douze stations d'amitié, La Maison du livre, 1907
- La Divine Comtesse: étude d'après Madame de La Castiglione, Paris, Maison Goupil, 1913
- L'Agonie de Paul Verlaine (1890-1896), Paris, M. Escoffier, 1923

### Teatre
- Mikhaïl. Mystère en quatre scènes, en vers, basat en Tolstoï, 1901

### Memòries
- Les Pas effacés, en tres volums, Émile-Paul Frères, 1923; reedició de les Éditions du Sandre, 2007

### Correspondència
- Robert de Montesquiou, 1855-1921: d'un siècle à l'autre, correspondència editada per Ralph Brauner, Paris, Vitrines d'archives, l'Association des amis des archives, 2014 ISBN 978-2-9548343-1-3

## Iconografia (llista parcial)
- La Frick Collection de Nova York conserva, entre altres obres de Whistler, el retrat de Montesquiou titulat: Arrangement noir et or, le comte Robert de Montesquiou-Fezensac (1891-1892);
- un altre retrat del comte, d'Antonio de La Gandara (cap a 1887-1888?), menys conegut que el de Boldini de 1897 (Museu d'Orsay, París), reproduït aquí i a la coberta de l'obra Masculin singulier, sobre el dandisme, de Marylène Delbourg-Delphis (Hachette, 1985), està exposat al Museu de Belles Arts de Tours: hi és representat de perfil, portant una enorme joia en forma d'escarabat (legs Hersent-Luzarche, château d'Azay-le-Ferron, 1952);
- una fotografia de Paul Nadar datada del 6 de febrer de 1895 (archives photographiques Paris, SPADEM) fou exposada en Le monde de Proust (C.N.M.H.S. Hôtel de Sully, Paris, avril-mai 1991);
- un retrat seu, assegut, amb el cap sostingut per la mà dreta enguantada, de Laszlo, datat el 1905, es pot veure en el lloc d'Internet dedicat per la "JSS GALLERY" a aquest pintor;
- Paul Albert Besnard el va representar en un aiguafort el 1899, número 126 al catàleg de l'obra gravada del pintor, de Louis Godefroy, París, 1926).